# Partit Comunista d'Aragó-Partit Comunista
El Partit Comunista d'Aragó -Partit Comunista- fou un partit polític d'àmbit aragonès de principis dels anys 80. El PCA va sorgir d'una escissió dels comunistes ortodoxs pro-soviètics del Comitè Regional d'Aragó del PCE el 1980. En 1984 el PCA s'uniria al Partit Comunista dels Pobles d'Espanya -PCPE- (nova escissió del PCE), adoptant com nova denominació Partit Comunista d'Aragó-Partit Comunista -PCA-PC-. Malgrat ser un partit en potència d'àmbit aragonès de fet la seva activitat política quedà circumscrita a la província de Saragossa. El PCA-PC no ha de confondre's amb la federació aragonesa del PCE: el Partit Comunista d'Aragó.

## Resultats electorals
- Eleccions a Corts d'Aragó de 1983: En els comicis autonòmics aragonesos va presentar candidatura en una de les tres circumscripcions electorals aragoneses, en la de la província de Saragossa. Va obtenir els següents resultats:

| Eleccions i data     | Vots  | % provincia Saragossa | % Aragó |
| -------------------- | ----- | --------------------- | ------- |
| Autonòmiques de 1983 | 1.285 | 0,31                  | 0,21    |

- Eleccions municipals de 1983: En aquests comicis va presentar candidatures en la ciutat de Saragossa i en algun municipi més de la mateixa província. El resultat va ser marginal, sense assolir cap representació a les institucions.

| Eleccions i data   | Vots | %    |
| ------------------ | ---- | ---- |
| Municipals de 1983 | 830  | 0,14 |

## Òrgan d'expressió
El PCA-PC entre 1980 i 1984 va editar la publicació Ofensiva. El títol d'aquesta publicació ja va ser emprat pel Comitè Regional d'Aragó del PCE en una publicació clandestina que va editar entre 1970 i 1976.